# Ludwig von Vogelsang

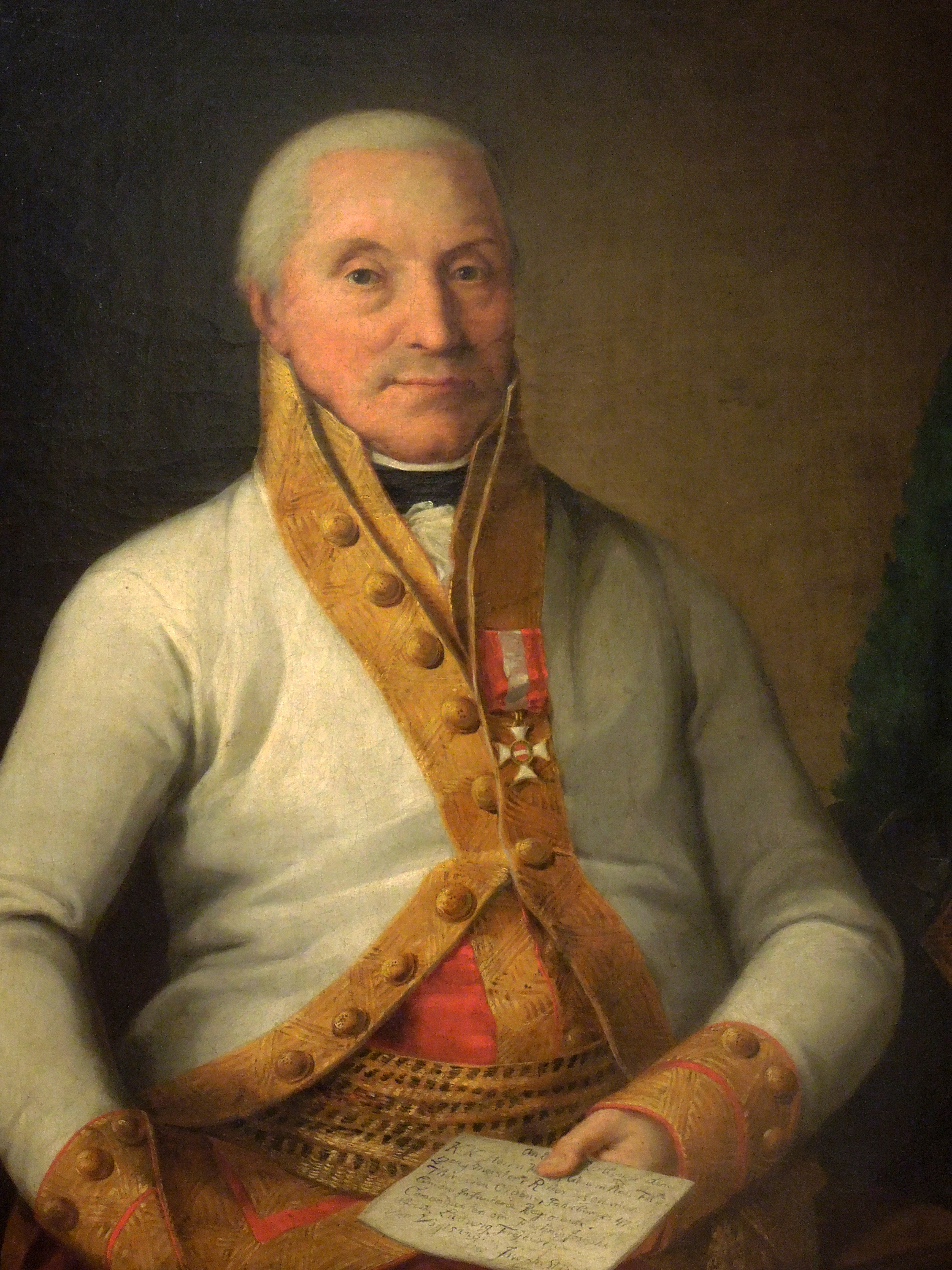
Ludwig von Vogelsang (1748–1822)

Freiherr Ludwig Christian Jakob von Vogelsang (* 12. Dezember 1748 in Brüssel; † 28. Juni 1822 in Josefstadt) war k.k. Feldzeugmeister, Ritter des Maria-Theresia-Ordens und Gouverneur der Festung Josefstadt sowie Inhaber des Infanterie-Regiments No. 47. 1793 wurde er österreichischer Freiherr.

## Herkunft
Seine Eltern waren der Luxemburger Festungskommandant Christian Jakob von Vogelsang (1703–1885) und dessen Ehefrau Therese von Bar.

## Leben
Er erhielt seine erste Ausbildung in der Theresianischen Ritterakademie. Von dort kam er als Offizier in das Infanterie-Regiment No. 9 (Clerfayt). Bereits zu Beginn seiner Dienstzeit zeichnete er sich so sehr aus, dass er von der Kaiserin Maria Theresia eigenhändig eine Dose mit ihrem reich in Diamanten gefassten Bild erhielt. Er stieg nun die Ränge auf und war während der Unruhen als Major in den Österreichischen Niederlanden stationiert. So kämpfte er 1790 in den Gefechten von Nassogne (1. Januar), Ichyppe (18. Mai), Hogne (23. Mai), Bellemaison und Coutisse. Am 31. August 1790 kämpfte er im Gefecht bei Andenne an der Spitze eine Bataillons und eroberte das feindliche Lager. Dafür erhielt er am 19. Dezember 1790 (23. Promotion) das Ritterkreuz des Maria-Theresia-Ordens. Außerdem wurde er zum Oberstleutnant befördert. 1791 wurde er Kommandeur des Infanterie-Regiment No. 9.
Bei Beginn des Ersten Koalitionskrieges stand er bei der Armee des Herzogs von Sachsen-Teschen. Am 29. April 1792 trafen sie auf der Straße nach Tournai, auf Truppen unter dem General Dillon. Bei dem Angriff der Österreicher kommandierte Vogelsang die Infanterie und der Oberst Pforzheim. Die Überraschung gelang und die Franzosen flohen nach Lille zurück. Anschließend stand er im Korps des Grafen Happoncourt und Vogelsang zeichnete sich noch in mehreren Gefecht aus sowie bei der Eroberung von Marchiennes am 30. Oktober 1793. In der Schlacht bei Würzburg (3. September 1796) vertrieb er die Franzosen aus dem Gramschatzer Wald, was erheblich zum Sieg der Österreicher beitrug. So wurde er am 4. März 1796 mit Rang vom 16. Februar 1795 zum Generalmajor befördert.
Nach dem Krieg kam er zur Armee des Feldzeugmeisters Kray nach Italien und wurde dort am 6. März 1800 mit Rang vom 16. September 1799 zum Feldmarschalleutnant befördert. Er kämpfte im Zweiten Koalitionskrieg am 6. November 1799 bei Novi, Anschließen machte er die Belagerung von Genua mit. In der Schlacht bei Montebello hielt er die Höhen von Casteggio besetzt und konnte fünf Angriffe der Division von Jacques-Antoine Chambarlhac abwehren, musste sich aber dann nach Montebello zurückziehen. In der Schlacht bei Marengo (14. Juni 1800) eroberte er das bereits verlorene Castell Ceriolo zurück. Als aber die französische Verstärkung unter Desaix das Schlachtfeld erreichte, konnte diese die Schlacht zu Gunsten der Franzosen drehen. Nach dem Frieden von Luneviller von 9. Februar 1801 wurde Vogelsang als Divisionär nach Hermannstadt in Siebenbürgen versetzt.
Bei Beginn des Dritten Koalitionskrieges kehrte er nach Italien zurück und kämpfte am 30. Oktober 1805 mit seiner Division in der Schlacht bei Caldiero. Die zweite Brigade der Grenadier-Division Vogelsang unter Hohenlohe erschien mit klingendem Spiel auf dem Schlachtfeld und führte den entscheidenden Angriff gegen die Franzosen. Vogelsang erhielt dafür die Inhaberstelle des Infanterie-Regiments Nr. 47. Anschließend wurde er Kommandant der Festung Vicenza. Trotz bescheidener Mittel konnte er dort einen Angriff von Masséna abwehren. Dadurch konnten die Österreicher Verstärkung nach Venedig einschiffen. Dennoch der Krieg ging verloren und nach dem Frieden kam Vogelsang nun als Divisionär nach Böhmen.
Im Fünften Koalitionskrieg 1809 kommandierte er als Stellvertreter von Bellegarde das erste Armeekorps. In der Schlacht bei Aspern zeichnete er sich erneut aus und wurde am 27. Mai 1809 zum Feldzeugmeister ernannt. Aber er war erschöpft und wurde als Kommandant nach Josephstadt versetzt.
Während der Befreiungskriege fand er keine weitere Feldverwendung, dafür wurde er 1813 zum Gouverneur von Josephstadt ernannt. Am 1. Mai 1817 beging er sein fünfzigjähriges Dienstjubiläum. Er starb am 28. Juni 1822 nachdem er alle seine Söhne überlebt hatte.

## Familie
Vogelsang heiratete am 29. November 1774 Henriette Maria Viktoria Sanches de Aquilar (* 27. April 1751)
. Das Paar hatte mehrere Kinder:
- Christian Jakob Carl (* 15. Oktober 1777; † 5. April 1799), Gefallen bei Magnano
- Josephine (* 10. Februar 1779; † 21. Mai 1856), Schriftstellerin ⚭ 1797 Freiherr Eberhard Perin von Gradenstein († 9. Juni 1843) k.k. Hofrat
- Bruno Maria Viktor (* 7. Oktober 1782; † 3. November 1810),
- Simon Aloisius (* 24. Oktober 1785; † 6. April 1816), Major ⚭ Regina Barbara von Mitis (* 9. August 1788; † Februar 1816)
- Marie ⚭ Johann Ritter von Rittersberg (* 9. Oktober 1780; † 18. Juni 1841), Schriftsteller
- Henriette (* 3. Oktober 1789; † 31. August 1870) ⚭ 1818 Anton von Spaun (* 1790; † 20. Juni 1849), Syndikus in Linz